# Svoboda plavby
Svoboda plavby (FON z anglického freedom of navigagion) je principem námořního práva, podle kterého lodě plující pod vlajkou jakéhokoli suverénního státu nesmí být v mezinárodních vodách obtěžovány jinými státy, kromě výjimek stanovených mezinárodním právem. V oblasti mezinárodního práva byla definována jako „svoboda pohybu plavidel, svoboda vplouvat do přístavů a využívat zařízení a doky, nakládat a vykládat zboží a přepravovat zboží a cestující“. Toto právo je nyní také kodifikováno jako čl. 87 odst. 1 písm. a) Úmluvy Organizace spojených národů o mořském právu z roku 1982 (UNCLOS, z anglického United Nations Convention on the Law of the Sea).

## Operace na ochranu svobody plavby
Operace na ochranu svobody plavby (FONOP, z anglického Freedom of Navigation Operations) jsou zaměřeny na prosazování příslušného mezinárodního práva a zvyklostí týkajících se svobody plavby. Vypracování UNCLOS bylo částečně motivováno obavami států, že národní zájmy by mohly vést k nadměrným nárokům na pobřežní moře, což by mohlo ohrozit svobodu plavby. FONOP jsou metodou, jak prosadit UNCLOS a vyhnout se těmto negativním důsledkům posílením svobody plavby praxí, tj. záměrným proplouváním lodí všemi oblastmi na moři povolenými podle UNCLOS, a zejména těmi, které se státy pokusily uzavřít volné plavbě definované podle UNCLOS a mezinárodního práva a zvyklostí.

### Pokojné proplutí a svoboda plavby
Právo pokojného proplutí v mezinárodním právu a podle UNCLOS umožňuje plavidlům proplout teritoriálními vodami cizího státu za určitých podmínek. Rozdíl oproti svobodě plavby je, že v režimu pokojného proplutí plavidlo uznává, že je v teritoriálních vodách jiného státu. Naproti tomu FONOP prosazují svobodu plavby zpochybněním územního nároku státu na danou oblast.